# Bildleverantörernas Förening
Bildleverantörernas Förening (BLF) är en svensk branschorganisation. Bland medlemmarna finns professionella fotografer och filmare, bildbyråer, bildarkiv och nyhetsgrafiker. Föreningen bildades 1950 och har idag cirka 400 medlemsföretag. BLF är medlem i CEPIC - Coordination of European Picture Agencies Press Stock Heritage. CEPIC är en sammanslutning av bildbyråer och bildbyråorganisationer från 17 europeiska länder med huvudkontor i Berlin.
BLF bevakar upphovsrätten. De publicerar prislistor och sätter gemensamma leveransvillkor, vilka beaktas som normerande inom branschen. BLF är remissinstans för nya lagförslag inom upphovsrätt och tillhandahåller juridisk rådgivning för sina medlemmar.